# Poursuite par équipes masculine aux Jeux olympiques d'été de 2020
Navigation
Rio 2016 Paris 2024
La poursuite par équipes masculine, épreuve de cyclisme sur piste des Jeux olympiques d'été de 2020, a lieu du 2 au 4 août 2021 sur le Vélodrome d'Izu, situé à Izu (Japon), à 120 kilomètres de Tokyo.

## Résultats

### Qualifications
Les qualifications permettent de classer les équipes selon leur temps. Seules les quatre meilleures équipes à l'issue des qualifications peuvent encore concourir pour la médaille d'or. Les autres équipes ne peuvent pas obtenir mieux que le bronze.
| Rang | Pays             | Cyclistes                                                         | Résultat | Notes |
| ---- | ---------------- | ----------------------------------------------------------------- | -------- | ----- |
| 1    | Danemark         | Lasse Norman Hansen Niklas Larsen Frederik Madsen Rasmus Pedersen | 3:45.014 | RO    |
| 2    | Italie           | Simone Consonni Filippo Ganna Francesco Lamon Jonathan Milan      | 3:45.895 |       |
| 3    | Nouvelle-Zélande | Aaron Gate Campbell Stewart Regan Gough Jordan Kerby              | 3:46.079 |       |
| 4    | Grande-Bretagne  | Ethan Hayter Ed Clancy Ethan Vernon Oliver Wood                   | 3:47.507 |       |
| 5    | Australie        | Kelland O'Brien Sam Welsford Leigh Howard Alexander Porter        | 3:48.448 |       |
| 6    | Canada           | Vincent De Haître Michael Foley Derek Gee Jay Lamoureux           | 3:50.455 |       |
| 7    | Allemagne        | Theo Reinhardt Felix Groß Leon Rohde Domenic Weinstein            | 3:50.830 |       |
| 8    | Suisse           | Robin Froidevaux Stefan Bissegger Mauro Schmid Cyrille Thièry     | 3:51.514 |       |

### Premier tour
Le 1er tour consiste en quatre duels. Les quatre meilleures équipes courent les unes contre les autres (1 contre 4, 2 contre 3), tandis que les 4 dernières équipes courent également les unes contre les autres (5 contre 8, 6 contre 7). Les deux vainqueurs des duels entre les quatre meilleures équipes accèdent à la finale pour la médaille d'or. Les 6 autres équipes sont classées aux temps et accèdent aux finales en fonction de leur classement.
| Rang | Série | Pays             | Cyclistes                                                            | Résultat | Notes      |
| ---- | ----- | ---------------- | -------------------------------------------------------------------- | -------- | ---------- |
| 1    | 3     | Italie           | Simone Consonni Filippo Ganna Francesco Lamon Jonathan Milan         | 3:42.307 | QG, RM, RO |
| 2    | 4     | Danemark         | Lasse Norman Hansen Niklas Larsen Frederik Rodenberg Rasmus Pedersen |          | QG         |
| 3    | 3     | Nouvelle-Zélande | Aaron Gate Campbell Stewart Regan Gough Jordan Kerby                 | 3:42.397 | QB         |
| 4    | 2     | Australie        | Kelland O'Brien Sam Welsford Leigh Howard Luke Plapp                 | 3:44.902 | QB         |
| 5    | 1     | Canada           | Vincent De Haître Michael Foley Derek Gee Jay Lamoureux              | 3:46.769 |            |
| 6    | 1     | Allemagne        | Theo Reinhardt Felix Groß Leon Rohde Domenic Weinstein               | 3:48.861 |            |
| 7    | 2     | Suisse           | Théry Schir Stefan Bissegger Valère Thiébaud Cyrille Thièry          | 3:49.111 |            |
| 8    | 4     | Grande-Bretagne  | Ethan Hayter Charlie Tanfield Ethan Vernon Oliver Wood               | 4:28.489 |            |

Le Danemark a rattrapé l'équipe de Grande-Bretagne et s'est ainsi qualifié pour la finale de la médaille d'or, mais n'a pas enregistré de temps car il n'a pas franchi la ligne d'arrivée en raison d'une chute impliquant le coureur britannique rejoint.

### Finales
| Rang                              | Pays             | Cyclistes                                                            | Résultat       | Notes  |
| --------------------------------- | ---------------- | -------------------------------------------------------------------- | -------------- | ------ |
| Finale pour la médaille d'or      |                  |                                                                      |                |        |
| 1                                 | Italie           | Simone Consonni Filippo Ganna Francesco Lamon Jonathan Milan         | 3 min 42 s 032 | RM, RO |
| 2                                 | Danemark         | Lasse Norman Hansen Niklas Larsen Frederik Rodenberg Rasmus Pedersen | 3 min 42 s 203 |        |
| Finale pour la médaille de bronze |                  |                                                                      |                |        |
| 3                                 | Australie        | Kelland O'Brien Sam Welsford Leigh Howard Luke Plapp                 |                |        |
| 4                                 | Nouvelle-Zélande | Aaron Gate Campbell Stewart Regan Gough Jordan Kerby                 | OVL            |        |
| Finale de classement (5/6)        |                  |                                                                      |                |        |
| 5                                 | Canada           | Vincent De Haître Michael Foley Derek Gee Jay Lamoureux              | 3 min 46 s 324 |        |
| 6                                 | Allemagne        | Roger Kluge Felix Groß Leon Rohde Domenic Weinstein                  | 3 min 50 s 023 |        |
| Finale de classement (7/8)        |                  |                                                                      |                |        |
| 7                                 | Grande-Bretagne  | Ethan Hayter Charlie Tanfield Ethan Vernon Oliver Wood               | 3 min 45 s 636 |        |
| 8                                 | Suisse           | Robin Froidevaux Stefan Bissegger Valère Thiébaud Cyrille Thièry     | 3 min 50 s 041 |        |